# Valentin Balint
Valentin Daniel Balint (n. 7 februarie 1994, București, România) este un fotbalist român liber de contract, care joacă pe post de atacant.